# Medical Physics (revista)
Medical Physics és una revista científica mensual revisada per experts que cobreix la investigació en física mèdica. La primera edició va ser publicada el gener de 1974. Medial Physics és una publicació oficial de l'American Association of Physicists in Medicine, Canadian Organization of Medical Physicists, Canadian College of Physicists in Medicine i International Organization for Medical Physics.

## Resum i indexació
Medical Physics es troba indexada a:
- Químic Abstracts Servei[2]
- Index Medicus MEDLINE PubMed[3]
- Scopus[4]